# Römersleimberg
Römersleimberg ist eine Hofschaft in der bergischen Großstadt Wuppertal.

## Lage und Beschreibung
Die Hofschaft liegt im Nordwesten der Stadt auf 234 m ü. NHN im Norden des Wohnquartiers Eckbusch des Stadtbezirks Uellendahl-Katernberg nahe der Stadtgrenze zu Velbert.
Benachbarte Wohnplätze und Ortschaften sind Oberste Leimberg, Unterste Leimberg, Schultenleimberg, Am Lindgen, Hugenbruch, Auf dem Hufen, Asbruch, Alter Triebel, Bäumchen, Schönfeld, Eigen und Römershäuschen.

## Geschichte
Römersleimberg ist auf der Topographia Ducatus Montani des Erich Philipp Ploennies aus dem Jahre 1715 als Lemerig eingezeichnet. Der Ort ist auf der Topographischen Aufnahme der Rheinlande von 1824 zusammen mit den Wohnplätzen Oberste Leimberg und Unterste Leimberg als Leimberger Höfe und auf der Preußischen Uraufnahme von 1843 als Römer Leimberg eingezeichnet. Auf Messtischblättern trägt der Ort den Namen Römersleimberg.
Im 19. Jahrhundert gehörte Römersleimberg zu der Bauerschaft Kleine Höhe der Bürgermeisterei Hardenberg, die 1935 in Neviges umbenannt wurde. Damit gehörte es von 1816 bis 1861 zum Kreis Elberfeld und ab 1861 zum alten Kreis Mettmann.
Durch den Ort führte die in den 1830er Jahren erbaute Kommunalchaussee zwischen Elberfeld und Neviges, die später zur Landesstraße 427 ausgebaut wurde. Anfang des 20. Jahrhunderts verlief auf der Kommunalchaussee bzw. Landesstraße 427 eine Straßenbahnlinie durch Römersleimberg. Sie wurde am 3. August 1952 stillgelegt. Im ersten Drittel des 20. Jahrhunderts wurde die Straßenbahntrasse, die wie die Straße einen Bogen durch Römersleimberg machte, auf eine eigene, begradigten Trasse nördlich des Orts verlegt. In den 1950/60er Jahren wurde auch die Straße begradigt und auf die alte Straßenbahntrasse verlegt, so dass Römersleimberg seitdem nur noch über eine Stichstraße erreichbar ist.
1888 lebten in Römersleimberg acht Einwohner in einem Wohnhaus.
Durch die nordrhein-westfälische Gebietsreform kam Neviges mit Beginn des Jahres 1975 zur Stadt Velbert und die östlichen Außenortschaften von Neviges um Römersleimberg wurden in Wuppertal eingemeindet.